# Kalibanteng Kulon
Kalibanteng Kulon is een bestuurslaag in het regentschap Semarang van de provincie Midden-Java, Indonesië. Kalibanteng Kulon telt 7376 inwoners (volkstelling 2010).